# 章如鈺
章如鈺（1534年—？），字伯温，號崑岡，浙江紹興府會稽縣人，民籍，明朝政治人物。

## 生平
嘉靖四十年（1561年）辛酉科浙江鄉試第六十四名舉人。隆慶五年（1571年）中式辛未科會試第三百二十四名，三甲第二十二名進士。礼部觀政，授潮州府推官，萬曆五年（1577年）降调四川嘉定州判官，七年官湖广黄安县知县，任满致仕。

## 家族
曾祖章槩，知府；祖父章元勳，典膳；父章延年，監生。母沈氏。具庆下。